# Вільний Володимир Микитович
Володи́мир Мики́тович Ві́льний (справжнє прізвище Волчко́в; 13 лютого 1921, Великомихайлівка — 2 жовтня 1981, Київ) — український радянський письменник, перекладач; член Спілки радянських письменників України з 1956 року.

## Життєпис
Народився 13 лютого 1921 року в селі Великомихайлівці (нині Синельниківський район Дніпропетровської області, Україна). Згодом сім'я переїхала в Межову, де його батько влаштувався мірошником. У школі відвідував літературний гурток, згодом при редакції районної газети «Зірка».
У 1939 році брав участь у Польському поході Червоної армії, після чого був залишений на роботі у місті Збаражі. Під час німецько-радянської війни — артилерист-розвідник, згодом — співробітник червоноармійської газети «Сталінський прапор». Нагороджений орденом Червоної Зірки (29 вересня 1944), медаллю «За відвагу» (4 березня 1944).
Після демобілізації працював в газеті «Колгоспне село». Навчався на мовно-літературному факультеті Київського педагогічного інституту, який закінчив у 1946 році. Член ВКП(б) з 1950 року.
Відвідав Грецію, Італію, Румунію, Туреччину, Францію, що стало підґрунтям для створення поетичних циклів.
Помер у Києві 2 жовтня 1981 року. Похований у Києві.

### Сім'я[2]
- Дочка — Вільна Ярослава Володимирівна, доктор філологічних наук, професор кафедри історії української літератури та шевченкознавства Інституту філології Київського національного університету імені Тараса Шевченка.
- Син — Волчков Олег Володимирович (1950—2010).

## Творчість
Перші твори надруковані у 1940 році в журналі «Радянська література». Автор поетичних збірок, прозових творів, присвячених праці радянських людей, боротьбі за мир:
- «Люблю життя» (1949, збірка віршів);
- «Кобзар у Римі» (1951, поема)[a];
- «Світи, наше сонце» (1952, збірка віршів);
- «Незабутні зустрічі» (1953, нариси);
- «Молоді господарі» (1955, нариси);
- «Волинь шахтарська» (1957, нариси);
- «Дай руку, товаришу!» (1957, збірка віршів);
- «Санта Лючія» (1957, поетичний цикл);
- «Роси на квітах» (1959, збірка віршів);
- «Серед степу широкого» (1959, нариси);
- «Громи над Прутом» (1959, документальна повість);
- «Дорога в Нагуєвичі» (1959, поема)[b];
- «Уклін Кобзареві» (1961, поетичний цикл);
- «Твоє повноліття» (1962);
- «Ти на світі одна» (1963, роман)[c];
- «Здрастуйте мамо» (1964, повість);
- «По шевченківських місцях України» (1964, нариси);
- «Сонячна соната» (1965);
- «У Криворівні» (1966, поетичний цикл);
- «Сонце на чолі» (1966, вірші);
- «Ліричний наступ» (1968, збірка віршів);
- «Так починалось кохання» (1969, повість);
- «Не осуди даремно» (1970, повість);
- «Червоний кінь» (1971, вірші для дітей та юнацтва);
- «Житні гори» (1972, роман);
- «Пісня ополудні: Вибр. поезії» (1972);
- «Заповітне» (1974, збірка віршів);
- «День нескінченний» (1974, повість);
- «І лани широкополі…» (1974, збірка нарисів);
- «Місто Тараса» (1975, вірші);
- «Вогняні троянди» (1976, роман);
- «Кому співають жайвори» (1976, роман);
- «У Будапешті» (1977, поетичний цикл);
- «Висока проба» (1978, роман);
- «Неопалима совість» (1979, поезії);
- «Острів у степу» (1980, роман);
- «Років багряний листопад. Вибрані поезії» (1981).

Деякі твори перекладено російською, білоруською, естонською, казахською та іншими мовами.
Переклав окремі твори П. Ангелова, Н. Зидарова, І. Радаєва, Пятруся Бровки, Муси Джаліля, Едуардаса Межелайтіса, О. Сафронова, В. Лубенса, Х. Єгалієва, К. Наумова, Р. Нехая та інших авторів.

## Виноски
1. ↑  Присвячена Тарасу Шевченку[1].
2. ↑  Присвячена Івану Франку[1].
3. ↑  Російський переклад — «Ты н свете одна», 1969[6].